# Plačkov
Plačkov (německy Platschkow) je vesnice, část města Humpolec v okrese Pelhřimov. Nachází se asi 3 km na jihovýchod od Humpolce. Prochází tudy železniční trať Havlíčkův Brod – Humpolec. V roce 2009 zde bylo evidováno 120 adres. V roce 2001 zde trvale žilo 164 obyvatel. Při severním a západním okraji osady protéká Perlový potok, který je levostranným přítokem řeky Sázavy. Perlový potok pramení jihozápadně od Plačkova.
Plačkov je také název katastrálního území o rozloze 4,67 km2.